# Richard Dobbs Spaight, Jr.
Richard Dobbs Spaight, Jr., född 1796 i New Bern, North Carolina, död där 2 november 1850, var en amerikansk politiker. Han var först demokrat-republikan och senare demokrat. Han var ledamot av USA:s representanthus 1823–1825 och North Carolinas guvernör 1835–1836.
Fadern Richard Dobbs Spaight avled 1802 efter att ha blivit dödligt sårad i en duell. Richard Dobbs Spaight, Jr. utexaminerades 1815 från University of North Carolina at Chapel Hill, studerade sedan juridik och inledde 1818 sin karriär som advokat i New Bern. År 1823 tillträdde han som kongressledamot men lyckades inte bli omvald efter sin första mandatperiod. Inom demokrat-republikanerna hörde han till anhängarna av William H. Crawford.
Spaight efterträdde 1835 David Lowry Swain som guvernör och efterträddes 1836 av Edward Bishop Dudley. År 1850 avled Spaight och gravsattes på en familjekyrkogård i Craven County.